# Dangé-Saint-Romain
Dangé-Saint-Romain é uma comuna francesa na região administrativa da Nova Aquitânia, no departamento de Vienne. Estende-se por uma área de 34,99 km². Em 2010 a comuna tinha 3 033 habitantes (densidade: 86,7 hab./km²).